# الجبل (ايكوت الغرابة)
الجبل هو دُوَّار يقع بجماعة سيدي منصور، إقليم الرحامنة، جهة مراكش آسفي في المملكة المغربية. ينتمي الدوّار لمشيخة ايكوت الغرابة التي تضم 14 دوار. يقدر عدد سكانه بـ 569 نسمة حسب الإحصاء الرسمي للسكان والسكنى لسنة 2004.

## روابط خارجية
- البوابة الوطنية للجماعات الترابية
- المندوبية السامية للتخطيط